# Regression

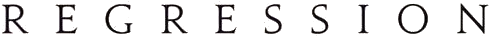
Locandina ufficiale del film

Regression è un film del 2015 diretto da Alejandro Amenábar.

## Trama
Minnesota, 1990. Mentre da circa dieci anni l'intera America è terrorizzata dal dilagare del satanismo, il detective Bruce Kenner è alle prese con un caso molto complesso: la diciassettenne Angela Gray ha accusato suo padre John di aver compiuto abusi sessuali su di lei; l'uomo è vittima di una particolare forma di amnesia che lo porta ad ammettere di aver effettivamente commesso il misfatto, senza essere in grado di ricordarne alcun particolare. Viene perciò interpellato il professor Raines, esperto di ipnosi regressiva; durante una sessione di ipnosi, Gray lascia intendere che il detective Nesbitt, collega di Kenner, abbia partecipato alle violenze sulla figlia: questi viene formalmente accusato, ma durante le indagini non si trova alcuna prova a suo carico. Successivamente Kenner interroga Angela, la quale rivela che gli abusi da lei subiti sono collegati a una setta satanica che da tempo tiene in scacco l'intero paese, i cui adepti, mascherati da un cappuccio, avrebbero preso parte agli abusi fotografando gli atti; a riprova la ragazza dichiara di avere sul ventre l'incisione di una croce rovesciata praticata dai satanisti, ma rifiuta di mostrarla al detective.
Kenner si concentra allora sulla situazione famigliare dei Gray: la moglie di John è morta molti anni prima, lasciando Angela e suo fratello Roy sotto la custodia del padre e della nonna Rose, entrambi fanatici religiosi e con evidenti problemi mentali. Il detective sospetta un coinvolgimento di Rose negli abusi ma ancora non viene trovata alcuna traccia che la possa incriminare. In seguito viene trovato Roy, il quale ha da tempo abbandonato la sua famiglia: anche sul ragazzo viene praticata l'ipnosi regressiva, e anche lui conferma la presenza di figure incappucciate che entravano in camera sua mentre dormiva.
Man mano che l'indagine va avanti, il detective si sente sempre più coinvolto e inizia ad avere incubi in cui gli sembra di vedere rituali satanici; torna così da Angela e la spinge a raccontargli altro, ma la ragazza è reticente poiché teme che dire la verità possa mettere in pericolo altre persone; alle sue insistenze cede e gli racconta che sua madre, prima di morire, riceveva telefonate misteriose da sconosciuti, e nel giorno del suo incidente mortale aveva detto di vedere strani individui che la spiavano dall'altro lato della strada; infine gli mostra il marchio lasciatole dai satanisti, avvertendolo che da quel momento in poi sarà in pericolo perché loro cercheranno di ucciderlo.
In seguito al racconto di Angela, Kenner inizia ad avere vere e proprie visioni di persone incappucciate che lo inseguono, e sogna perfino di partecipare a un rituale orgiastico con una donna dall'aspetto demoniaco. Le sue indagini, nel frattempo, causano lo sdegno di Rose, che durante un confronto accusa sua nipote di dire il falso e di aver distrutto la famiglia; tuttavia la donna inizia ad avere a sua volta terribili allucinazioni, in seguito alle quali precipita da una finestra ferendosi in maniera grave. Angela è sicura che la caduta di sua nonna sia una vendetta nei suoi confronti da parte dei satanisti e, sentendosi in colpa, ha un crollo emotivo; Kenner la consola e i due, avvicinatisi a causa del dramma che stanno vivendo, si scambiano un bacio appassionato; subito dopo però il detective si pente di quel gesto poiché Angela è minorenne, e scappa via.
Tempo dopo John dice di aver riacquisito la memoria e confessa di aver effettivamente abusato di Angela, ma non per fini rituali: sospettando che Roy fosse omosessuale, aveva usato la bambina per mostrargli come avere correttamente un rapporto sessuale, e nega il coinvolgimento di una setta satanica. A quel punto Kenner, tornando a casa, riconosce nella protagonista di un cartello pubblicitario la donna-demone che aveva visto nei suoi incubi: si tratta di un ricordo autoindotto dovuto alla suggestione datagli dal caso. Il detective conclude che tutti i misfatti ricordati dai protagonisti della vicenda sono in realtà false memorie create dall'ipnosi regressiva, e che il coinvolgimento dei satanisti è in realtà il prodotto dell'isteria di massa che affligge il paese e ha suggestionato a tal punto Roy e Angela da far credere loro che sia vero. Il professor Raines dapprima difende con veemenza le sue teorie, ma di fronte all'evidenza è costretto ad ammettere di aver sbagliato e che l'ipnosi regressiva non sia perfetta come crede.
Una sera Kenner subisce un agguato da due figure incappucciate che riesce a sopraffare e disarmare: sono il detective Nesbitt e il suo assistente Farrell, che vogliono vendicarsi di lui poiché per causa sua Nesbitt è ora visto come un maniaco sessuale e la sua carriera è compromessa. Kenner offre a Nesbitt di riabilitarlo se lui gli rivelerà tutto ciò che sa. Dopo aver raccolto le sue confessioni, il detective si reca da Angela per un ultimo confronto durante il quale le rivela ciò che ha concluso: la ragazza ha inventato tutto per fuggire dalla vita morbosa con la sua famiglia, e al contempo punire il padre che lei ritiene essere il colpevole della morte di sua madre; il suo piano era di fuggire con Nesbitt, col quale aveva una relazione, ma questi si era infine tirato indietro a causa della minore età della ragazza. Angela continua a insistere di aver detto la verità e dice che nessuno gli crederà mai, perché lei rivelerà a tutti del loro bacio facendolo passare per pedofilo; tuttavia quando Bruce racconta a John la verità, il padre decide di autoaccusarsi e offre una falsa confessione in cui sostanzialmente conferma la versione di sua figlia, nella speranza che un giorno lei lo possa perdonare per il male che le ha fatto.
Intervistata da una TV locale, Angela continua a ribadire che la colpa di tutto è della setta satanica, e mette in guardia i suoi concittadini perché è convinta che colpiranno di nuovo. Delle didascalie alla fine del film informano che ci furono molti altri casi come quello di Angela prima che l'isteria di massa scomparisse, e che l'ipnosi regressiva è oggi considerata un metodo non sicuro in quanto crea falsi ricordi.

## Produzione

### Sviluppo
Il 31 ottobre 2013 è stato annunciato che Ethan Hawke sarebbe stato uno dei protagonisti nel nuovo film thriller di Alejandro Amenábar, mentre The Weinstein Company sarebbe entrato in possesso dei diritti internazionali della pellicola il 6 novembre per proiettare il film nelle sale degli Stati Uniti. The Weinstein Company ha acquisito i diritti di distribuzione negli Stati Uniti del film; il 22 novembre 2013 Weinstein ha annunciato l'uscita ufficiale del film negli Stati Uniti.

### Cast
Per quanto riguarda il cast, Emma Watson, David Dencik e Devon Bostick hanno aderito alla sceneggiatura con il ruolo di protagonisti rispettivamente il 5 febbraio, il 25 marzo e il 23 maggio 2014.

### Riprese
Le riprese principali del film hanno avuto inizio a partire dal 15 aprile 2014 nella provincia di Mississauga, nel territorio dell'Ontario, in Canada. Emma Watson ha dichiarato: "Il primo giorno di ripresa del film è cominciato oggi, che bel regalo di compleanno". Il primo giorno di riprese si è svolto infatti durante il suo 24º compleanno, che ha trascorso durante le riprese in una scena ambientata presso l'Università di Toronto a Mississauga.
Il 5 maggio invece le riprese si sono spostate a Tottenham, luogo previsto come location fissa fino al 12 giugno, ma poi la Watson ha deciso di tornare un po' prima dalla sua famiglia per un certo tempo in Regno Unito. Il 28 gennaio 2015, la troupe registrò nuovamente altre scene a Mississauga.

## Promozione
Il 10 giugno 2014 è stata rivelata la copertina della boutique del film, mentre il 12 febbraio 2015 ne è seguito il teaser trailer ufficiale, tradotto poi in diverse lingue, e distribuito in tutto il mondo. Il 10 giugno 2015 è stato pubblicato il trailer ufficiale internazionale.

### Tagline promozionali
- «Fear always finds its victim»
  - «La paura trova sempre la sua vittima»[15]

## Distribuzione
Il film è stato presentato in anteprima il 18 settembre 2015 al Festival internazionale del cinema di San Sebastián. È stato poi distribuito in Spagna il 2 ottobre 2015. Il film è uscito nelle sale cinematografiche italiane il 3 dicembre su distribuzione di Lucky Red. Negli Stati Uniti è stato reso disponibile nelle sale il 5 febbraio 2016, distribuito da The Weinstein Company.

## Accoglienza

### Incassi
Contro un budget di circa 15 milioni di dollari, il film ha incassato in tutto il mondo circa $ 18 milioni.

### Critica
Il film ha ricevuto recensioni generalmente negative dalla critica: per esempio, sul sito web Rotten Tomatoes riceve soltanto il 15% delle recensioni professionali positive, con un voto medio di 4,1/10, basato su 40 recensioni; il consenso del sito recita: "Regression vanta un paio di protagonisti eminentemente simpatici, peccato che nessuno di questi è in grado di allontanare il film dalla mediocrità del thriller psicologico".
Anche su Metacritic, il film ha un punteggio medio di 32 su 100, basato su 12 critiche, indicando "recensioni generalmente sfavorevoli".